# Verrallina
Verrallina este un gen de țânțari din familia Culicidae.

## Specii[1]
- Verrallina abdita
- Verrallina agrestis
- Verrallina andamanensis
- Verrallina assamensis
- Verrallina atria
- Verrallina atriisimilis
- Verrallina azureosquamatus
- Verrallina bifoliata
- Verrallina butleri
- Verrallina campylostylus
- Verrallina carmenti
- Verrallina cauta
- Verrallina clavata
- Verrallina comata
- Verrallina comosa
- Verrallina consonensis
- Verrallina cretata
- Verrallina cuccioi
- Verrallina cunninghami
- Verrallina cyrtolabis
- Verrallina dux
- Verrallina embiensis
- Verrallina foliformis
- Verrallina fragilis
- Verrallina funerea
- Verrallina gibbosa
- Verrallina hamistylus
- Verrallina hispida
- Verrallina incerta
- Verrallina indecorabilis
- Verrallina indica
- Verrallina iriomotensis
- Verrallina johnsoni
- Verrallina johorensis
- Verrallina killertonis
- Verrallina komponga
- Verrallina lankaensis
- Verrallina latipennis
- Verrallina leicesteri
- Verrallina leilae
- Verrallina lineata
- Verrallina lugubris
- Verrallina macrodixoa
- Verrallina margarsen
- Verrallina mccormicki
- Verrallina milnensis
- Verrallina multifolium
- Verrallina neomacrodioxa
- Verrallina nigrotarsis
- Verrallina nobukonis
- Verrallina notabilis
- Verrallina nubicola
- Verrallina obsoleta
- Verrallina pahangi
- Verrallina panayensis
- Verrallina parasimilis
- Verrallina petroelephantus
- Verrallina philippinensis
- Verrallina phnoma
- Verrallina pipkini
- Verrallina prioekanensis
- Verrallina protuberans
- Verrallina pseudodiurnus
- Verrallina pseudomediofasciata
- Verrallina pseudovarietas
- Verrallina quadrifolium
- Verrallina quadrispinata
- Verrallina ramalingami
- Verrallina rami
- Verrallina rara
- Verrallina reesi
- Verrallina robertsi
- Verrallina sabahensis
- Verrallina seculata
- Verrallina sentania
- Verrallina similis
- Verrallina simpla
- Verrallina singularis
- Verrallina sohni
- Verrallina spermathecus
- Verrallina srilankensis
- Verrallina stunga
- Verrallina torosa
- Verrallina trispinata
- Verrallina uncus
- Verrallina uniformis
- Verrallina vallistris
- Verrallina vanapa
- Verrallina variabilis
- Verrallina varietas
- Verrallina virilis
- Verrallina yerburyi
- Verrallina yusafi